# Metaprosphera
Metaprosphera là một chi bướm đêm thuộc họ Erebidae.